# Toni Schmid
Pour les articles homonymes, voir Schmid.
Pas d'image ? Cliquez ici
Toni Schmid, né le 22 août 1909 à Francfort-sur-le-Main et mort le 16 mai 1932 au Grosses Wiesbachhorn, est un alpiniste allemand. En 1931, il se rend célèbre avec son frère Franz Schmid, par la première ascension d'une des trois grandes faces nord des Alpes, celle du Cervin.

## Biographie
Toni et son frère Franz se font rapidement connaître dans le milieu des grimpeurs bavarois. Ils accomplissent ensemble leurs années d'apprentissage dans le Kaisergebirge en Autriche avant de réaliser de très belles premières.
En 1929, Toni Schmid et Ernst Krebs gravissent un nouvel itinéraire extrêmement difficile sur la paroi rocheuse de la Laliderer Wände haute de 850 m dans le Karwendel à gauche de la voie Mayer-Dibona.
L'année 1931 est sans conteste celle des plus belles réussites des frères Schmid. Franz et Toni ont toutefois peu de ressources. Lorsqu'ils entreprennent leur projet d'ascension d'une des trois grandes faces nord des Alpes, la face nord du Cervin en 1931, ils effectuent à vélo le trajet Munich-Zermatt en transportant leur matériel. Bénéficiant de conditions de neige exceptionnelles, ils gravissent le 1er août 1931 la face nord du Cervin. Leur retour à Zermatt où l'ascension a été suivie avec attention est un triomphe et leur assure une grande notoriété dans les milieux alpins.
Toni Schmid trouve la mort le 16 mai 1932 sur la face nord du Wiesbachhorn à la suite d'une rupture d'une broche à glace qui l'entraîne dans une chute de 400 m. Son compagnon de cordée, Ernst Krebs, survit à l'accident.
Le prix olympique d'alpinisme aux Jeux olympiques d'été de 1932 de Los Angeles lui est décerné à titre posthume en récompense de son ascension de la face nord du Cervin.

## Premières
- Face ouest de la Berggeistturm (Wetterstein)
- Face nord-est de la Grubenkarspitze
- 1931 - Face nord de l'Ortles, paroi glaciaire de 1 400 m[3], par Hans Ertl et Franz Schmid
- 1931 - Face nord du Cervin du 31 juillet et 1er août